# Прогресс (космический корабль)

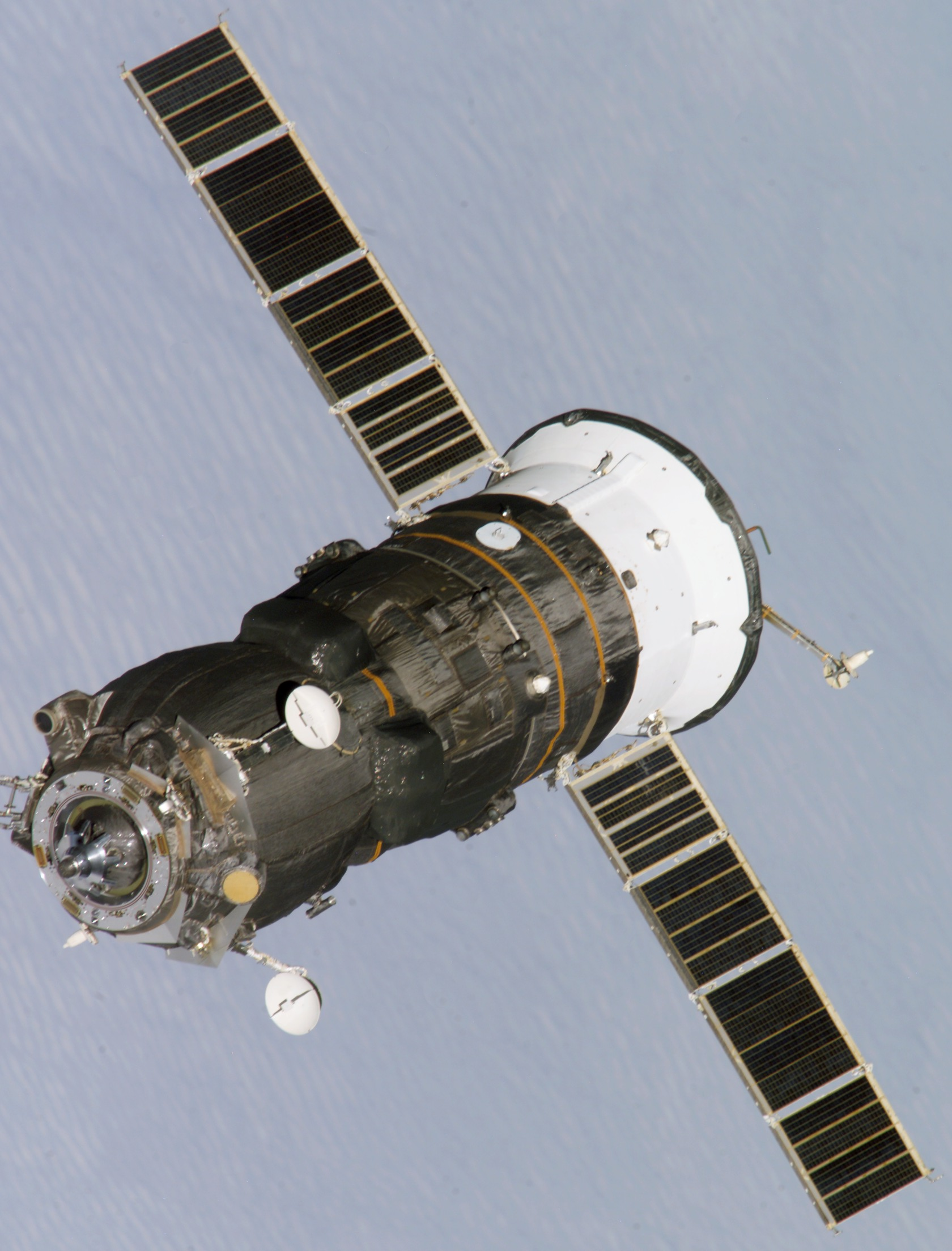
Транспортный грузовой корабль «Прогресс М1-10»

«Прогресс» — серия транспортных беспилотных грузовых космических кораблей (ТГК), выводимых на орбиту с помощью ракеты-носителя «Союз». Разработана в СССР для снабжения орбитальных станций.
Разработка нового корабля на базе космического корабля «Союз» под кодом 7К-ТГ была начата в 1973 году. Первый «Прогресс» вышел на орбиту 20 января 1978 года. Все запущенные корабли получили название «Прогресс», за исключением корабля «Космос-1669» в 1985 году: он по принятой в СССР практике секретности и неразглашения космических неудач получил открытое название из ряда спутников, ввиду возникновения неполадок, которые вскоре были устранены и позволили кораблю состыковаться со станцией.
Разработчиком и изготовителем кораблей семейства «Прогресс» с 1970-х и по настоящее время является Ракетно-космическая корпорация «Энергия». Производство кораблей осуществляется на головном предприятии корпорации в подмосковном Королёве, а испытания и подготовка кораблей к запуску — в монтажно-испытательном корпусе (МИК) предприятия на 254-й площадке космодрома Байконур.

## История создания
Продолжительность эксплуатации первых долговременных орбитальных станций «Салют» была ограничена многими факторами, в том числе и небольшими запасами топлива, компонентов системы жизнеобеспечения и других расходных материалов, имеющихся на борту. Также при возникновении отказов необходимо было обеспечить доставку на орбиту ремонтного оборудования и приборов. Поэтому при разработке орбитальной станции второго поколения «Салют» было принято решение о создании грузового корабля (на базе пилотируемого КК «Союз»), позже получившего название «Прогресс». Рассматривались разные варианты исполнения; некоторые разработчики предлагали сделать корабль пилотируемым, чтобы иметь возможность возвращать материалы и оборудование со станции на Землю. Другие рассматривали беспилотный вариант, который при той же массе корабля позволял разместить существенно большее количество груза; при этом материалы со станции предлагалось возвращать кораблями «Союз» одновременно с возвращением на Землю экипажа. Именно на последнем варианте в итоге и остановились разработчики. На практике первые грузовики использовались именно как разовые, после чего их сбрасывали и они сгорали в верхних слоях атмосферы. В дальнейшем, когда на станции появилось нескольких стыковочных узлов в сателлитном переходном отсеке
транспортируемые модули стали использоваться как дополнительная кубатура: в роли лабораторий, подсобных помещений и складов, модулей жизнеобеспечения и т. п.
При проектировании были использованы бортовые системы, конструкции и агрегаты корабля «Союз». «Прогресс» имел три основных отсека: герметичный грузовой со стыковочным агрегатом, где размещались материалы и оборудование, доставляемые на станцию; отсек компонентов дозаправки, сделанный негерметичным, чтобы защитить станцию в случае утечки токсичного топлива; а также приборно-агрегатный отсек (ПАО).
Первый грузовой корабль «Прогресс-1» был запущен к орбитальной станции «Салют-6» 20 января 1978 года. После выхода на орбиту и проверки работоспособности бортовых систем — системы ориентации и управления движением, радиотехнической аппаратуры сближения и стыковки, а также сближающе-корректирующей двигательной установки — начались автоматическое сближение, причаливание и стыковка корабля со станцией. Контролировали ход операции Центр управления полётом и космонавты Юрий Романенко и Георгий Гречко, находившиеся на станции «Салют-6». 22 января в автоматическом режиме корабль был состыкован со станцией.

## Модификации

### Прогресс 11Ф615А15 (1978—1990)
- Длина: 7,48 м;
- Максимальный диаметр: 2,72 м;
- Масса: 7020 кг;
- Полезный груз: 2315 кг, из них максимально 975 кг топлива;
- Первый полёт: 20 января 1978 («Прогресс-1» к станции «Салют-6»);
- Последний полёт: 5 мая 1990;
- Количество успешных запусков: 42, из них:
  - 12 к Салюту 6;
  - 12 к Салюту 7;
  - 18 к станции «Мир».
- Энергоснабжение: Аккумуляторы.

### Прогресс М 11Ф615А55 (1989—2009)
- Длина: 7,23 м;
- Максимальный диаметр: 2,72 м;
- Масса: 7450 кг;
- Полезный груз: 2350 кг, из них максимально 1200 кг топлива;
- Первый полёт: 23 августа 1989 (Прогресс M 1 к станции «Мир»);
- Энергоснабжение: Аккумуляторы и солнечные батареи.

### Прогресс M1 (2000—2004)
- Длина: 7,2 м;
- Максимальный диаметр: 2,72 м;
- Стартовая масса: 7150 кг (для орбиты высотой 460 км);
- Масса доставляемого груза: 2230 кг, в том числе:
  - Сухие грузы: до 1800 кг;
  - Топливо: до 1950 кг (на 800 кг больше);
  - Газ наддува обитаемых отсеков: до 40 кг (на 10 кг меньше).
- Время полёта в составе МКС: до 180 суток, из которых:
  - До стыковки: до 4 суток;
  - После расстыковки: до 3 суток.
- первый полёт: 1 февраля 2000 (Прогресс М1-1 к станции «Мир»);
- Энергоснабжение: Аккумуляторы и солнечные батареи.

По сравнению с ТГК «Прогресс М», в соответствии с программой развёртывания и эксплуатации МКС, на корабле введены изменения в компоновку, конструкцию, состав приборов и режимы работы бортовых систем. Основная цель изменений — увеличение количества топлива в общей массе доставляемых на МКС грузов, что обеспечивается за счёт установки в отсек компонентов дозаправки (ОКД) восьми топливных баков. Кроме того, существенно расширен состав связей ТГК с бортовыми системами российского сегмента МКС по силовым и командным электрическим цепям и телеметрии.
Негерметичный ОКД претерпел следующие изменения:
- Удалены баки водяной системы «Родник»;
- Вместо баков «Родника» установлены дополнительные баки системы дозаправки топливом СД8. Дозаправка орбитальной станции (ОС) осуществляется вытеснением компонентов топлива сжатым газом (гелием) через герметичные гидроразъёмы на стыковочных агрегатах ОС и ТГК, при этом:
  - Максимальный расход окислителя через магистрали увеличен до 0,35 л/с (в 2,33 раза больше чем на предыдущей модификации ТГК);
  - Система СД8, «сухой» массой 635 кг, позволяет подавать топливо, как в баки двигательной установки служебного модуля (СМ) МКС, так и функционально-грузового блока, в коллекторы подсистем причаливания и ориентации ТГК и коллекторы двигателей ориентации СМ;
  - Возможна обратная передача топлива из ДУ СМ в коллекторы ТГК.
- Снаружи ОКД размещены 12 баллонов с кислородом и азотно-кислородной смесью.

Аппаратурный состав изменился следующим образом:
- Вместо БЦВК «Аргон-16» введён новый комплекс;
- В автономную систему навигации введена аппаратура ГНСС ГЛОНАСС/GPS;
- Установлена новая аппаратура сближения «Курс-ММ» позволяющая проводить измерение параметров относительного движения для причаливания и стыковки с расстояния не менее 1 км;
- Установлена новая аппаратура командной радиолинии «Регул», использующая спутники-ретрансляторы;
- Межбортовая радиосвязь «в узком конусе» возможна на дальности в 30 км, при произвольной ориентации — с 3 км.

В систему управления движением (СУД) введены следующие изменения:
- Установлено новое программное обеспечение БЦВК, в котором реализованы схемы безопасного автоматического сближения, перехода в зону причаливания и самого причаливания;
- Реализованы динамические режимы управления орбитальной станцией;
- Введено устройство сопряжения, преобразующее информацию поступающую с МКС по цепям межмашинного интерфейса в команды релейного типа, что позволило включать со станции двигатели ТГК для создания управляющих моментов.

Таким образом, изменения в СУД позволили реализовать управление ориентацией станции с помощью двигателей причаливания и ориентации (на «Прогрессе-М1» — 27 штук) или сближающе-корректирующего двигателя по единой программе от бортового комплекса управления МКС.

### Прогресс М 11Ф615А60 (с 2008)
- Полезный груз: около 2,5 тонн, топливо, продукты питания и вода, научное оборудование и расходные материалы;
- Первый полёт: 15:38 мск 26 ноября 2008 года (к МКС).

Новый корабль четырёхсотой серии. Основное отличие от предыдущих — новый бортовой вычислительный комплекс ЦВМ-101, пришедший на замену «Аргон-16» с полезным объёмом ОЗУ 2048 байт на ферритовых кольцах, эксплуатировавшийся с 1974 г. Вес «Аргон-16» составлял 65 кг, вес новой машины ЦВМ-101 составляет 8,5 кг. Аналоговая телеметрическая система заменена на цифровую.

### Прогресс М-ГКМ
На базе корабля снабжения были созданы специализированные грузовые корабли-модули (ГКМ), которые доставляли на Международную космическую станцию (российский сегмент) стыковочный модуль № 1 «Пирс» (Прогресс М-СО1) в 2001 году и малый исследовательский модуль № 2 «Поиск» (Прогресс М-МИМ2) в 2009 году.

### Прогресс МС
Следующая серия модернизированных транспортных кораблей, пришли на смену «Прогресс М-М». Первый корабль серии, Прогресс МС-01, был запущен к МКС 21 декабря 2015 года. От предыдущей серии транспортных кораблей отличается наличием дополнительного внешнего отсека, на внешней поверхности ТГК в отсеке предполагается устанавливать по четыре пусковых контейнера, с помощью которых планируется запускать до 24 спутников стандарта CubeSat со сторонами по 10 см. Запуски будут осуществляться с помощью ракет-носителей Союз-У или Союз-2.1а.
На модернизированный корабль установлена дополнительная защита от космического мусора и микрометеоритов на грузовом отсеке. Для повышения отказоустойчивости в состав стыковочного механизма и герметизации стыка были введены дублирующие электродвигатели.
Модернизации подверглись основные бортовые системы, обеспечивающие связь с наземным комплексом управления, а также отвечающие за сближение и стыковку грузового корабля: система управления движением и навигации, бортовая радиотехническая система, система стыковки и внутреннего перехода, телевизионная система.
Бортовая радиотехническая система «Квант-В» с антенно-фидерными устройствами была заменена на новую единую
командно-телеметрическую систему ЕКТС. Вместо аппаратуры сближения и стыковки «Курс-А» на новом «Прогрессе-МС» установлена система «Курс-НА».
11 мая 2018 года в пресс-центре ракетно-космической корпорации «Энергия» сообщили о работах по созданию беспилотной версии корабля Союз, способного и доставлять, и возвращать грузы с орбиты массой до 500 килограммов. По информации источника РИА Новости, «Союз» будет создан на базе корабля «Прогресс» и сохранит от него приборно-агрегатный отсек и отсек дозаправки.
14 апреля 2021 года в сюжете передачи «Космическая среда № 325» на канале «Роскосмос ТВ», сообщили о возможности испытания одновитковой схемы полета к МКС грузового корабля Прогресс в следующем году.
12 июля 2021 года в Роскосмосе сообщили, что в ходе выполнения программы автономного полета корабля «Прогресс МС-17» специалисты РКК «Энергия» им. С. П. Королева начали отработку элементов перспективной одновитковой схемы автономного сближения с МКС под контролем Главной оперативной группы Центра управления полетами ЦНИИмаш.
26 июля 2021 года корабль «Прогресс МС-16» с модулем «Пирс» отстыковался от модуля «Звезда» МКС. Несгораемые элементы были затоплены в несудоходном районе Тихого океана.

### Прогресс М-УМ
Транспортный грузовой корабль-модуль, состоящий из приборно-агрегатного отсека, переходной проставки и модуля «Причал» — российского модуля МКС, запуск которого запланирован на конец ноября 2021 года со стартового комплекса «Восток» площадки № 31 космодрома Байконур при помощи ракеты-носителя «Союз-2.1б» (1 и 2 ступени).

### Прогресс-РОС
Перспективный вариант транспортного корабля, разрабатываемый специально для полётов на будущую Российскую орбитальную станцию. Первый запуск данной модели к станции планируется в 2028 году.

## Сравнение с аналогичными проектами
| Сравнение характеристик беспилотных грузовых космических кораблей | Сравнение характеристик беспилотных грузовых космических кораблей                                                                    | Сравнение характеристик беспилотных грузовых космических кораблей | Сравнение характеристик беспилотных грузовых космических кораблей                               | Сравнение характеристик беспилотных грузовых космических кораблей                                                    |
| Название                                                          | Прогресс | Dragon 2 | Cygnus                                                                                          | Тяньчжоу (天舟) |
| Разработчик                                                       | > РКК «Энергия» | SpaceX | Northrop Grumman                                                                                | CNSA |
| ----------------------------------------------------------------- | --- | --- | ----------------------------------------------------------------------------------------------- | --- |
| Внешний вид                                                       | | |                                                                                                 | |
| Первый полёт                                                      | 20 января 1978 | 6 декабря 2020 | 18 сентября 2013                                                                                | 20 апреля 2017 |
| Последний полёт                                                   | 15 августа 2024 (Прогресс МС) | 21 марта 2024 | 30 января 2024                                                                                  | 17 января 2024 |
| Всего полётов (неудачных)                                         | 181 (3 из-за ракеты-носителя) | 10 | 21 (1 из-за ракеты-носителя)                                                                    | 7 |
| Габариты                                                          | 7,48—7,2 м длина 2,72 м ширина 7,6 м³ объём                                                                                          | 8,1 м длина 4,0 м ширина 9,3 м³ объём (герметичный), 37 м³ объём (не герметичный) | 5,14—6,25 м длина 3,07 м ширина 18,9—27 м³ объём                                                | 9 м длина 3,35 м ширина 15 м³ объём                                                                                  |
| Многоразовость                                                    | нет | да, частичная | нет                                                                                             | нет |
| Масса, кг                                                         | 7150 кг (стартовая) | 6400 кг (сухая) 12 000 кг (стартовая) | 1500 кг (сухая) 1800 кг (сухая, улучшенный)                                                     | 13 500 кг (стартовая)                                                                                                |
| Полезная нагрузка, кг                                             | 2500 кг (Прогресс МС) | 6000 кг | 2000 3500 кг (улучшенный)                                                                       | 6500 / 7400 (с «6»-го) кг                                                                                            |
| Возвращение груза, кг                                             | утилизация | до 3300 кг | утилизация 1200 кг                                                                              | утилизация |
| Время полёта в составе ОС                                         | до 180 суток | до 720 суток | до 720 суток                                                                                    | — |
| Время полёта до стыковки                                          | до 4 суток | до 2 суток | до 2 суток                                                                                      | — |
| Ракета-носитель                                                   | - Союз-У (Союз-У2) - Союз-ФГ - Союз-2.1а                                                                                             | - Falcon 9 | - Антарес - Атлас-5 401 - Falcon 9                                                              | - Чанчжэн-7 |
| Описание                                                          | Применяется для снабжения МКС, корректировки орбиты МКС. Первоначально использовался для советских и российских космических станций. | Частный частично многоразовый космический корабль, в рамках программы COTS, предназначенный для доставки и возвращения полезного груза. Новое поколение грузовых космических кораблей. | Частный космический корабль снабжения, в рамках программы COTS. Предназначен для снабжения МКС. | Доставка грузов к орбитальным станциям «Тяньгун-2» и «Тяньгун». Создан на основе космической лаборатории «Тяньгун-2» |